# Понятова
Понятова (пол. Poniatowa)  —  город  в Польше, входит в Люблинское воеводство,  Опольский повят. Имеет статус городско-сельской гмины. Занимает площадь 15,2 км². Население — 10 086 человек (на 2004 год).